# 齦硬腭音
语音学中，龈硬腭音或齿龈后音是龈后音的一种，几乎都是咝音，舌头微向上拱起，带弱腭化。龈硬腭音是常见的调音部位，出现在英语中，如ship和chip等。
擦音国际音标转写为⟨ʃ⟩(清)和⟨ʒ⟩(浊)，对应的塞擦音是⟨tʃ⟩(清)和⟨dʒ⟩(浊)。英语带这些音的例词如shin[ʃ]、chin[tʃ]、gin[dʒ]、vision[ʒ](位于词中)。
与其他大多数舌冠音相似，龈硬腭音有舌尖音和舌叶音两种变体。英语中这两种音似乎是自由变体。"Palato-alveolar" is equated with "laminal post-alveolar" throughout the book.

## 与其他音的相似性
龈硬腭音与龈腭音咝音[ɕ] [ʑ]、卷舌音咝音[ʂ] [ʐ]很相似，它们都属于龈后音。它们间主要的区别是腭化的程度，龈硬腭音位于全腭化的龈腭音和不腭化的卷舌音之间。
龈硬腭音一般只在咝音能与其他部位形成对立。特定语言中，鼻音或边音可能属于龈硬腭音，但它们似乎不能与龈腭音和腭化齿龈音相区分。即便是在咝音的情况中，龈硬腭音也总被描述为“齿龈后音”甚至“硬腭音”，因为在大部分语言中它们都不构成对立。

## IPA中的龈硬腭音
两个龈硬腭擦音有其独立的国际音标字母，英语中的例子：
|    | 清龈硬腭擦音   | shin   | [ʃɪn]    |
|    | 浊龈硬腭擦音   | vision | [ˈvɪʒən] |
| t͡ʃ | 清龈硬腭塞擦音 | chin   | [tʃɪn]   |
| d͡ʒ | 浊龈硬腭塞擦音 | gin    | [dʒɪn]   |